# Zozza Mary, pazzo Gary
Zozza Mary, pazzo Gary (Dirty Mary, Crazy Larry) è un film del 1974 diretto da John Hough.
È un film d'azione con Peter Fonda e Susan George.

## Trama
Gary è un pilota di automobili da corsa che non può dimostrare le sue qualità perché non è iscritto ad una scuderia ufficiale e, a causa di motivi prettamente economici, non può comprare un'auto con elevate prestazioni. Per rimediare trama un piano ingegnoso insieme al suo meccanico di fiducia, Deke. Deke tiene in ostaggio la moglie e la figlia del ricco imprenditore George Stanton (interpretato da Roddy McDowall, che non venne accreditato); nel mentre, Gary fa visita all'uomo per sottrargli dei soldi che userà per l'auto. I due delinquenti iniziano la loro delirante fuga.
Sul cammino tuttavia avranno dei problemi con Mary, la ragazza di Gary, che è in libertà provvisoria. La polizia si metterà sulle loro tracce, guidata dal sinistro capitano Franklin. La fuga viene sfortunatamente interrotta a causa della distrazione di Gary, che non vedendo un locomotore di un treno in arrivo si va a schiantare contro di esso, generando un rogo dal quale nessuno uscirà vivo.

## Colonna sonora
Il tema del film non è una colonna sonora originale, bensì la canzone Time (Is Such a Funny Thing) di Marjorie McCoy.

## Produzione
La famosa auto mostrata nella pellicola è una Dodge Charger del 1969 R/T con un motore 440 V-8. Per le auto da stuntman, il colore della Charger è un giallo limo (una sorta di verde-giallo fosforescente). La striscia nera laterale non è un marchio di fabbrica dell'auto, ma è stata dipinta appositamente per il film.
Le sei Dodge Polara del 1972 della polizia usate nel film vennero prelevate dal California Highway Patrol, ma vennero tutte distrutte durante le molteplici acrobazie presenti nella pellicola.

## Distribuzione

### Edizione italiana
Nella versione italiana, il nome del personaggio interpretato da Peter Fonda venne cambiato dall'originale Larry in Gary. Di conseguenza anche il titolo originale della pellicola venne tradotto in Zozza Mary, Pazzo Gary invece dell'originale Dirty Mary, Crazy Larry.

## Promozione
Le tagline sono:
- «No one's faster than Crazy Larry, except Dirty Mary!»
«Non c'è nessuno più veloce di pazzo Gary, eccetto che zozza Mary!»;
- «They don't call them that for nothing»
«Non vengono chiamati così per delle bazzecole»;
- «There's nothin' they won't try!»
«Non c'è nulla che non proveranno!».

## Critica
A quattro anni dal cult Punto zero di Richard C. Sarafian, il film ripropone una trama molto simile con inseguimento finale della polizia. Persino il finale ricorda molto quello di Punto zero, dove Kowalski (Barry Newman) moriva dopo essersi schiantato contro un bulldozer in azione sull'autostrada e l'auto prendeva fuoco creando la tanto famosa "palla di fuoco" che rese famoso il finale del film.
Il film è stato riscoperto dal regista statunitense Quentin Tarantino che, oltre a considerarlo come un cult, lo ha più volte citato in A prova di morte, una pellicola che si rifà ai film sulle auto da corsa degli anni settanta.

## Citazioni e riferimenti
- In Jackie Brown di Quentin Tarantino, Melanie (Bridget Fonda) sta guardando in televisione Zozza Mary, pazzo Gary. Non a caso, l'attrice è la figlia di Peter Fonda, protagonista della pellicola.
- La pellicola fa riferimento più volte a due famosi film statunitensi: Lo spaccone, con Paul Newman e Il contrabbandiere con Robert Mitchum.
- Il film venne selezionato da Quentin Tarantino per il primo QT Fest di Austin, in Texas, risalente al 1996.
- In A prova di morte di Quentin Tarantino, Stuntman Mike (Kurt Russell) dice di aver lavorato come stuntman in Zozza Mary, pazzo Gary.